# Mechanix (альбом)
Mechanix — десятый студийный альбом британской рок-группы UFO, выпущенный в 1982 году.

## Об альбоме
Несмотря на то, что альбом занял 8-е место в британском чарте, музыканты были не очень довольны записью. В частности Питу Уэю не нравилось большое число клавишных на альбоме. Это стало одной из причин его ухода из UFO.
Альбом был переиздан в 1994 году на лейбле Repertoire Records.
Ремастированная версия альбома была издана в 2009 году, с тремя бонус-треками.

## Список композиций
| №                   | Название                                              | Автор(ы)                                  | Длительность |
| ------------------- | ----------------------------------------------------- | ----------------------------------------- | ------------ |
| 1.                  | «The Writer»                                          | Фил Могг, Пол Чэпмен, Нил Картер          | 4:12         |
| 2.                  | «Somethin’ Else»                                      | Эдди Кокран, Шэрон Шили                   | 3:21         |
| 3.                  | «Back Into My Life»                                   | Фил Могг, Пит Уэй                         | 4:59         |
| 4.                  | «You’ll Get Love»                                     | Фил Могг, Пол Чэпмен, Нил Картер          | 3:09         |
| 5.                  | «Doing It All for You»                                | Фил Могг, Пол Чэпмен, Нил Картер, Пит Уэй | 5:02         |
| 6.                  | «We Belong to the Night»                              | Фил Могг, Нил Картер, Пит Уэй             | 3:57         |
| 7.                  | «Let It Rain»                                         | Фил Могг, Нил Картер, Пит Уэй             | 4:01         |
| 8.                  | «Terri»                                               | Фил Могг, Пол Чэпмен                      | 3:53         |
| 9.                  | «Feel It»                                             | Фил Могг, Пит Уэй                         | 4:07         |
| 10.                 | «Dreaming»                                            | Фил Могг, Нил Картер                      | 3:57         |
| 11.                 | «Heel of a Stranger» (бонус-трек на японском издании) | Фил Могг, Пол Чэпмен                      | 3:53         |
| Общая длительность: | Общая длительность:                                   | Общая длительность:                       | 44:41        |

| №                   | Название                                     | Длительность |
| ------------------- | -------------------------------------------- | ------------ |
| 12.                 | «We Belong to the Night» (концертная версия) | 4:34         |
| 13.                 | «Let It Rain» (концертная версия)            | 3:07         |
| 14.                 | «Doing It All for You» (концертная версия)   | 5:21         |
| Общая длительность: | Общая длительность:                          | 57:49        |

## Участники записи
UFO:
- Фил Могг — вокал
- Пол Чэпмен — гитара
- Нил Картер — гитара, клавишные, саксофон, оркестровка, бэк-вокал,
- Пит Уэй — бас-гитара
- Энди Паркер — ударные

технический персонал:
- Гари Лайонс — продюсер, оркестровка

## Позиция в чартах
Альбом
| Год  | Страна         | Чарт              | Позиция |
| ---- | -------------- | ----------------- | ------- |
| 1982 | США            | Billboard 200     | 82      |
| 1982 | Великобритания | UK Albums Chart   | 8       |
| 1982 | Швеция         | Sverigetopplistan | 38      |

Синглы
| Год  | Страна         | Название      | Чарт             | Позиция |
| ---- | -------------- | ------------- | ---------------- | ------- |
| 1982 | США            | «The Writer»  | Mainstream Rock  | 23      |
| 1982 | Великобритания | «Let It Rain» | UK Singles Chart | 62      |